# Acrida coronata
Acrida coronata är en insektsart som beskrevs av Steinmann 1963. Acrida coronata ingår i släktet Acrida och familjen gräshoppor. Inga underarter finns listade i Catalogue of Life.